# Daniel Katz
Daniel Katz (* 25. listopadu 1938 Helsinky, Finsko) je finský humorista židovského původu. Ve svém díle se zabývá osudy finských Židů během 2. světové války.
Jde o finského humoristu a jednoho z mála finských židovských autorů. Jeho dílo tak zaujme hlavně čtenáře, který se chce dozvědět něco o historii Židů ve Finsku, hlavně pak tedy o událostech spojených s druhou světovou válkou, čili s holokaustem a „endlösungem“.
Narodil se 25. listopadu 1938 v Helsinkách, je to zástupce čtvrté generace Židů, která přišla do Finska. I když své romány píše ve finštině, jeho mateřským jazykem je švédština, tak jako tomu bylo u většiny finských Židů v první polovině 20. století. Jazykem Židů příchozích do Finska byl totiž jidiš, popřípadě i ruština (mnoho jich přicházelo z území dnešního Běloruska, které bylo tehdy pod správou Ruska), který patří stejně jako švédština k jazykům germánským, proto si ji Židé začali osvojovat dříve než finštinu. Na helsinské univerzitě vystudoval literaturu, ale profesionálnímu psaní se začal věnovat až koncem 60. let 20. století, kdy vyšel jeho debut. V mládí vystřídal několik povolání, na židovské škole v Helsinkách vyučoval historii Židů a několik let strávil také v Izraeli, kde pracoval na stavbě tunelu pro první izraelské metro. Tato zkušenost byla určitě důležitým bodem pro jeho pozdější tvorbu. Tehdy v Izraeli ho napadlo, že by tam mohl zůstat, v zemi svých předků, ale později si uvědomil, že jeho domov už je ve Finsku.

## Dílo
Jeho tvorba je hodně ovlivněna jeho židovským původem, i když on sám se už s židovskými tradicemi setkal jen v dětství. Velmi důležitá je také jeho dobrá znalost židovských dějin, kterou ve svém díle uplatňuje, a to hlavně ve své prvotině Kun isoisä Suomeen hiihti (česky vyšlo pod názvem Když dědeček lyžoval do Finska). Tato kniha vypráví o životě několika generací jedné židovské rodiny žijící ve Finsku. Na pozadí historických událostí se dozvídáme o začleňování Židů do finské společnosti, s tímto úzce souvisí problém občanských práv pro židovské obyvatelstvo, který je v knize také zmíněn. Dalším tématem jsou židovské svátky a tradice (například šábes nebo obřízka) a hlavně nejkrutější období pro Židy vůbec, druhá světová válka a šoa.
Holocaustu a nacismu se věnuje především v knize Saksalainen sikakoira (slovensky vyšlo pod názvem Nemecký svinský pes). Tady už nepopisuje historické události, ale píše subjektivní názor na tuto problematiku. Avšak stejně jako v Kun isoisä Suomeen hiihti se nadále zabývá otázkou asimilace Židů s Finy.
Jeho humor a tzv. univerzálnost jej odlišuje od většiny finských autorů 90. let. Jako jeden z mála dovede popsat události v Evropě bez ztráty historického kontextu. To ukázal v novele Lauturi matkalla mereen, za kterou byl v roce 2001 navržen na cenu Finlandia. Zde se věnuje krizi v Bosně a Jugoslávii. Jeho tvorba tedy není založena výhradně jen na tématu židovství.

### Další díla
- Mikko Papirossin taivaallinen niskalenkki
- Orvar Kleinin kuolema
- Laituri
- Peltisepän päivällinen
- Satavuotias muna, novelleja
- Antti Keplerin lait (slovensky pod názvem Zákony Anttiho Keplera)
- Naisen torso, novelleja
- Otelo, novelleja
- Herra Lootin tyttäret

## Překlady do češtiny
- Když dědeček lyžoval do Finska (Kun isoisä Suomeen hiihti). Ivo Železný, Praha 1993. Přel. Jan Petr Velkoborský.
- Taneční umělkyně – Ratanenův spánek – Stoleté vejce (ze sbírky Satavuotias muna). Světová literatura 1990, 1, s. 18–43. Přel. Jan Petr Velkoborský.
- Titův vítězný oblouk (Tituksen riemukaari). Plav 2006, 2, s. 10–13. Přel. Andrej Rády.